# Dziga Vertov
Dziga Vertov (tiếng Nga: Дзига Вертов), tên khai sinh David Abelevich Kaufman (tiếng Nga: Дави́д А́белевич Ка́уфман), còn được gọi là Denis Kaufman (2 tháng 1 năm 1896 [lịch cũ 21 tháng 12 năm 1895] năm - 12 tháng 2 năm 1954) là một đạo diễn phim tài liệu và đạo diễn phim truyền hình, đồng thời là một nhà lý luận điện ảnh tiên phong của Liên Xô. Các lý thuyết và thực hành quay phim của ông đã ảnh hưởng đến phong cách làm phim tài liệu cinéma vérité và Dziga Vertov Group, một hợp tác xã làm phim cấp tiến hoạt động từ năm 1968 đến năm 1972. Ông là thành viên của hợp tác xã Kinoks, cùng với Elizaveta Svilova và Mikhail Kaufman.
Trong cuộc bình chọn của Sight & Sound năm 2012, các nhà phê bình đã bình chọn Man with a Movie Camera của Vertov (1929) là bộ phim thứ 8 có nội dung hay nhất từng được thực hiện.
Các em trai của Vertov là Boris Kaufman và Mikhail Kaufman, và vợ ông, Yelizaveta Svilova cũng là những nhà làm phim nổi bật.